# 호엔
호엔(保延, ほうえん)은 일본의 연호(元号) 중 하나이다.
- 전후 : 조쇼(長承) 이후 - 에이지(永治) 이전.
- 시기 : 1135년 ~ 1141년
- 천황 : 스토쿠 천황

## 개원(改元)
- 조쇼 4년 4월 27일(율리우스력 1135년 6월 10일), 기근・역병・홍수 등을 이유로 개원.
- 호엔 7년 7월 10일(율리우스력 1141년 8월 13일), 에이지로 개원된다.

## 출전
『문선』의 「永安寧以祉福，長與大漢而久存，實至尊之所御，保延壽而宜子孫。」

## 서력과의 대조표
| 호엔 | 원년   | 2년    | 3년    | 4년    | 5년    | 6년    | 7년    |
| ---- | ------ | ------ | ------ | ------ | ------ | ------ | ------ |
| 서력 | 1135년 | 1136년 | 1137년 | 1138년 | 1139년 | 1140년 | 1141년 |
| 간지 | 을묘   | 병진   | 정사   | 무오   | 기미   | 경신   | 신유   |

## 같이 보기
- 일본의 연호 일람

| 이전 조쇼 | 일본의 연호 1135년 ~ 1141년 | 다음 에이지 |